# EuroBasket de 1961
O EuroBasket 1961 também conhecido por FIBA Campeonato Europeu de 1961 foi a décima segunda edição da competição regional de basquetebol organizada pela FIBA Europa, sucursal da Federação Internacional de Basquetebol para o Continente Europeu. Esta edição foi sediada em Belgrado, Jugoslávia no Belgrado Fair.